# 근대 그리스의 역사
근대 그리스의 역사(Ιστορία της νεότερης Ελλάδας)는 그리스가 독립 투쟁을 하여 오스만 제국에서 독립을 인정받은 1832년부터 오늘까지 그리스 역사를 이른다.

1832년에서 1947년까지 그리스의 확장. 1919년 그리스가 얻었다가 1923년 잃은 지역도 나와있다.

## 배경
오랜 투쟁 끝에 그리스는 1828년에 유럽 열강(영국, 프랑스, 러시아)에게서 처음으로 자치를 인정받았다. 요안니스 카포디스트리아스 백작이 그리스 정부의 수반이 되었으나 1831년 암살되고 만다. 열강의 강요로 1832년 런던 회의에 따라 그리스에 군주정이 들어섰다. 바에에른 공 비텔스바흐 오톤이 초대 국왕으로 즉위하였다. 오톤은 영국 군함을 타고 1833년 임시 수도 나플리오에 도착하였다.

## 오톤 재위 시기(1833년~1863년)

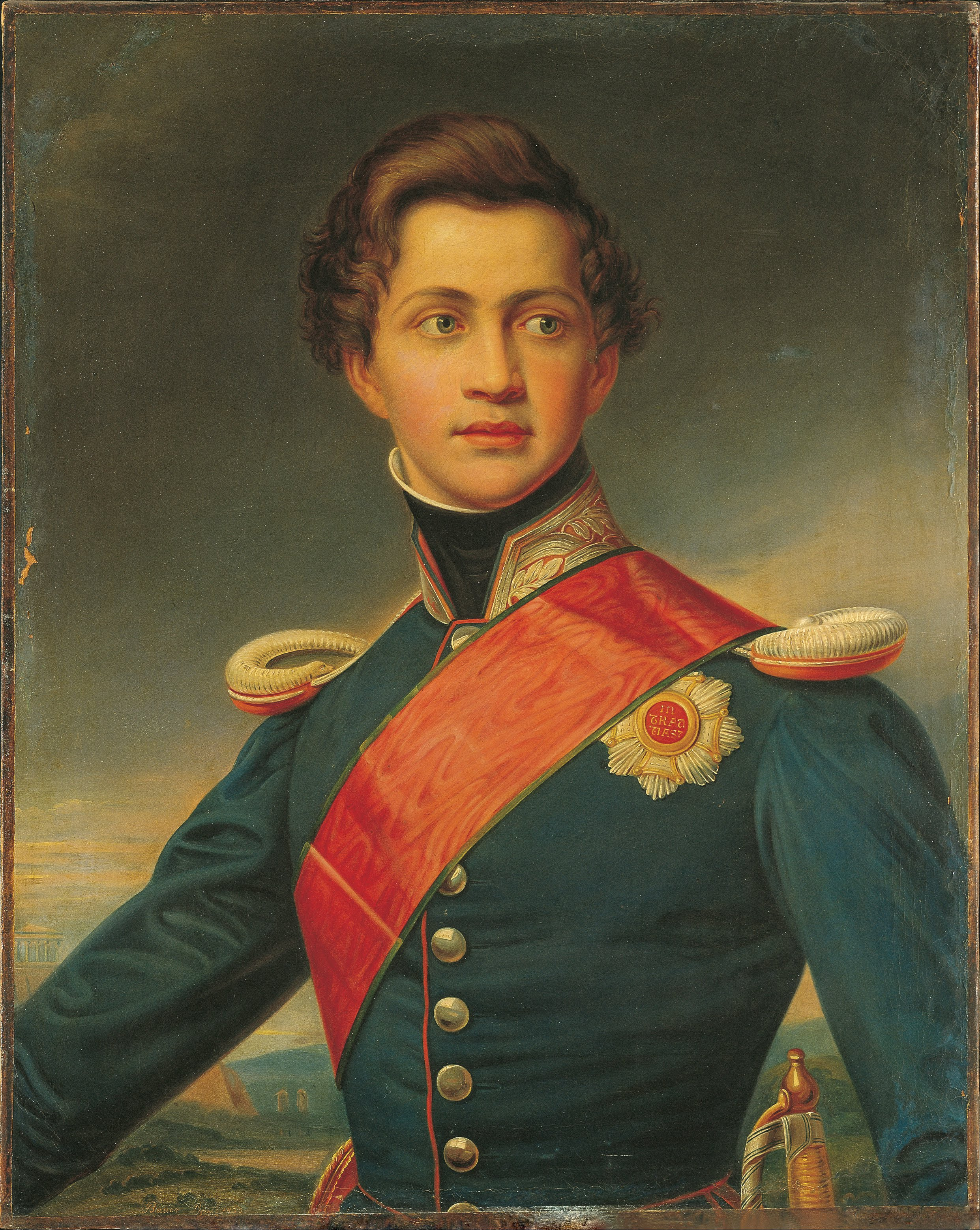
초대 국왕 오톤

오톤의 치세는 어려운 시대였지만, 국왕 자신과 아말리아 왕비가 영국 군함을 타고 다시 돌아갈 때까지 30년간 지속되었다. 치세 초기에 바이에른 섭정단이 그의 이름으로 나라를 다스렸는데, 가장 중요한 국가 기관을 건드리지는 못했지만 그리스에 독일식의 엄격한 체계를 강요하려 들어 인망을 잃었다. 그렇지만 이들은 그리스 행정부, 군대, 사법 체제, 교육 제도의 기틀을 닦았다. 오톤은 그리스에 좋은 정부를 세우기 위해 노력하였지만, 그에게는 두 가지 문제가 있었다. 첫 번째로는 그가 그리스 정교회를 위해 자신의 로마 가톨릭 신앙을 부인하려 하지 않았으며, 또 아말리아 왕비는 아이가 없었던 것이다. 이는 즉 오톤이 정교회 의식에 따라 그리스의 국왕으로 대관할 수 없고, 자신의 왕조를 세울 수도 없다는 뜻이 된다.
바이에른의 섭정들은 1837년 영국과 프랑스가 간섭하여 소환되었고, 오톤은 그리스인 장관을 임명하였는데, 행정부와 군대 상당 부분은 아직 바이에른 공무원이 봉직하였다. 그러나 그리스는 그때까지 입법부와 헌법이 없었다. 그리스인의 불만이 커져 1843년 9월 아테네에서 반란을 일으켰다. 오톤은 헌법을 승인하였고, 의회를 소집하여 그해 11월에 모였다. 새 헌법에 따라 하원(Vouli)과 상원(Gerousia)으로 이루어진 양원제 의회가 들어섰다. 그리고 권력은 일군의 정치가의 손에 넘어갔는데, 이들 상당수는 그리스 독립 전쟁 당시 지휘관 출신이었다.
19세기 그리스 정치는 주로 내부 문제에 주력하였다. 그리스인의 대부분은 오스만의 지배하에서 살고 있었으며, 이들은 자신들이 해방되고 모든 그리스의 땅을 포괄하며 수도는 콘스탄티노폴리스로 삼는 새로운 나라를 꿈꾸었다. 이런 발상을 위대한 이상(Μεγάλη Ιδέα)이라고 하는데, 당시 그리스어권 지역, 특히 크레타, 테살리아, 마케도니아에서 오스만 지배에 대항한 반란이 끊임없이 일어났다. 크림 전쟁 당시 영국은 그리스가 러시아와 동맹을 맺고 오스만 제국에 선전포고하지 못하도록 피레아스를 점령하였다.
새로운 세대의 그리스 정치가들은 점차 오톤이 계속 정치에 간섭하는데 인내심을 잃게 되었다. 1861년 임금은 예전에 제독이었던 당대 정계의 거물 콘스탄티노스 카나리스 총리를 해임하였다. 그러자 군사 반란이 일어나 오톤을 축출하였다. 그리하여 오톤 대신 젋은 덴마크의 제후를 옹립하였는데, 그가 요르요스 1세이다. 요르요스는 입헌 군주가 되길 선택하여 인망을 얻었으며, 자신의 아들이 그리스 정교 신앙에 따라 양육하는데 동의하였다. 영국은 친영파 국왕을 받아들인 답례로 이오니아 제도를 그리스에 할양하였다.

## 요르요스 1세의 시대 (1864년~1913년)

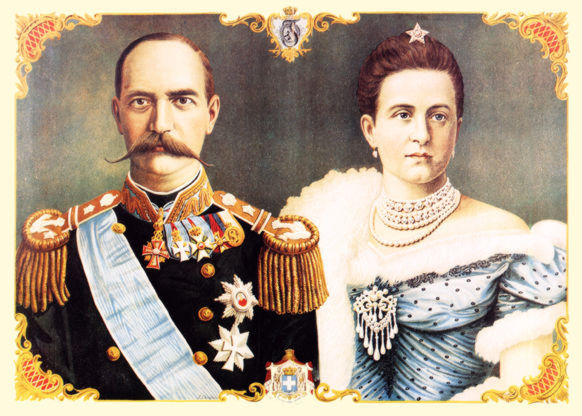
요르요스 1세와 올가 왕비.

영국과 요르요스 1세의 요구로 1864년 그리스는 훨씬 민주적인 헌법을 도입하였다. 국왕의 권력은 줄어들고, 상원은 폐지되었으며, 시민권은 모든 성인 남성에게 확대되었다. 그러나 그리스 정치는 늘 그래왔듯 여전히 왕조적이었다. 이 시대 총리로는 제미스, 랄리스, 트리쿠피스 같은 성씨가 자주 등장한다. 정당은 정치 지도자 개인에게 집중되어 있었으며, 정치가의 이름이 정당 이름에 들어가기도 하였는데, 넓게 보아 그리스 정계에는 두 가지 경향이 나타난다. 우선 자유주의자가 있는데 처음에는 하릴라오스 트리쿠피스가, 나중에는 엘레프테리오스 베니젤로스가 이끌었으며, 두 번째로 보수주의자가 있는데 원래는 테오도로스 딜리얀니스가, 나중에는 트라시불로스 제미스가 이끌었다. 19세기 말 그리스 정치는 트리쿠피스와 딜리얀니스가 장악하였으며, 번갈아 정권을 잡았다. 트리쿠피스는 외교면에서 영국과 협력하며, 인프라와 토착 산업을 육성하며, 보호 관세를 올리고, 진보적인 사회 입법을 추진하는데 지지하였다. 그러나 대중에 더욱 영합했던 딜리얀니스는 그리스의 민족주의와 '위대한 이상'을 내세우는 데 의존하였다.
19세기에 그리스는 매우 가난한 나라였다. 그리스의 중요한 수출품이라고는 커런트(currant), 건포도, 담배 정도였다. 그러나 상인이나 선주가 되어 부유해진 그리스 사람도 있었으며, 피레아스는 큰 항구로 성장하였다. 그러나 이렇게 나온 부가 그리스 농민에 손에는 거의 돌아가지 않았다. 그리스는 런던의 금융사에 빚을 진 절망적인 상태였다. 1890년대에 그리스는 사실상 파산 상태였으며, 1893년 공식적으로 채무 초과를 선언하였다. 농촌과 도서 지역은 빈곤에 허덕였고, 미합중국으로 대규모 이민 현상이 일어났다. 농촌 지역에는 교육도 열악하였다. 그렇지만 통신과 인프라가 구축되었으며, 아테네에는 훌륭한 공공 건물이 들어섰다. 어려운 금융 상황이었지만 1896년 아테네에서 제1회 근대 올림픽이 열려 성공을 거두었다.

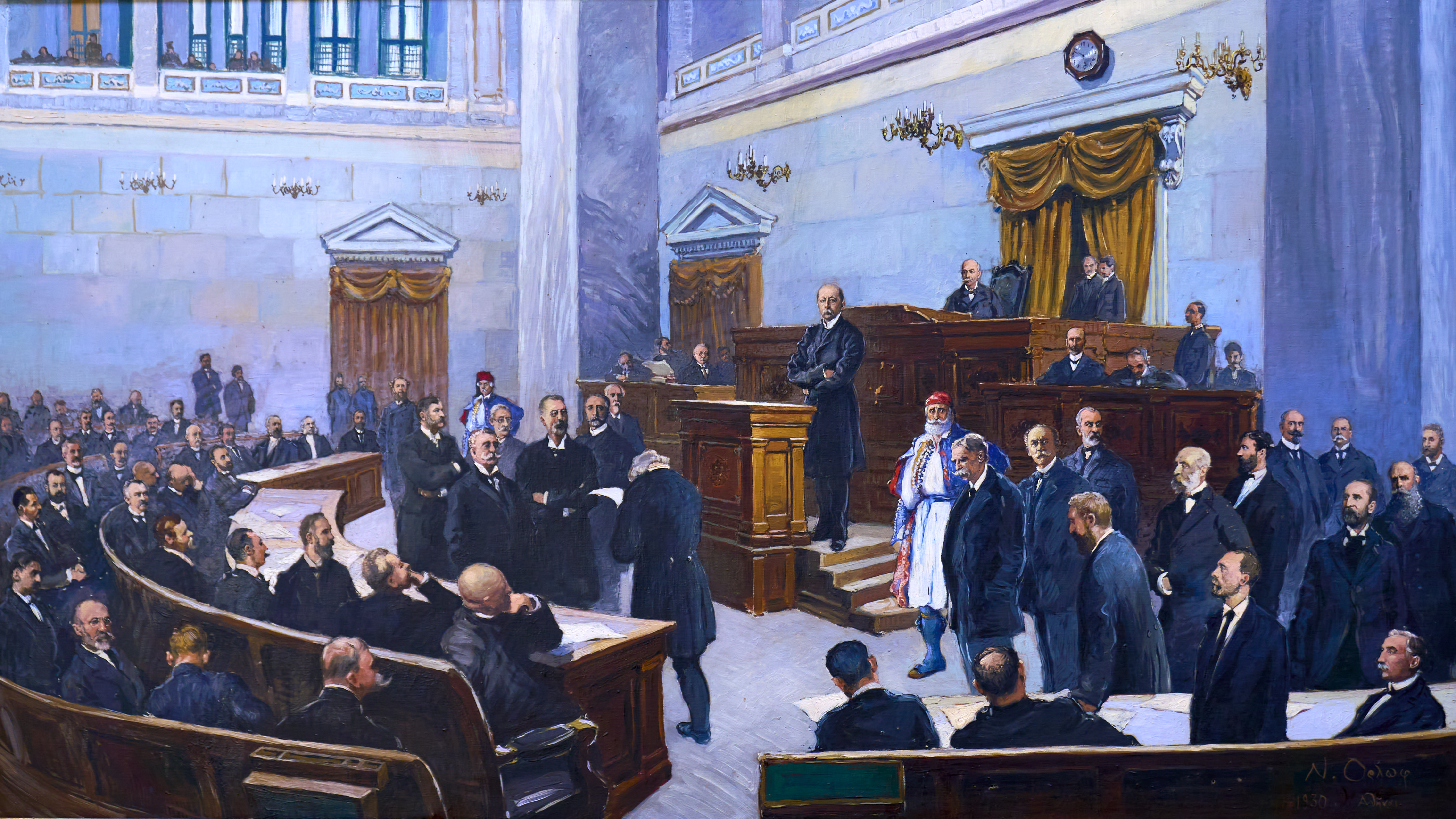
1880년대의 그리스 의회. 트리쿠피스가 연단에 서 있다. 요르요스 1세 시대에 의회는 크게 발전하였으나,국가 발전을 좌절시킨 선거 혼란도 자주 일어났다.

19세기 그리스의 또다른 정치 사안으로는 언어 문제가 있었다. 그리스 사람들은 민중 그리스어라는 형태의 그리스어를 썼다. 그러나 교육받은 상류층에서는 대개 민중 그리스어를 촌스러운 방언으로 여겼으며, 고대 그리스어의 영광을 되살리고자 하였다. 그리하여 정부 문서와 신문에서는 일반인은 대개 읽지 못하는 카타레부사 그리스어("순수한 그리스어")로 발행되었다. 자유주의자들은 민중 그리스어를 국어로 인정하자고 주장하였지만, 보수주의자와 정교회는 이런 시도에 반대하였다. 1901년 신약 성서가 민중 그리스어로 번역되자, 아테네에서 반란이 일어나 정부가 무너지기까지 하였다. 이 문제는 1970년대까지 그리스 정치의 말썽거리였다.
당시 모든 그리스인은 오스만 제국 치하에 있던 그리스어권 지방을 해방하는데 같은 생각이었다. 특히 크레타 섬에서는 반란(1866~1869년)이 이어져 민족주의 기운이 드세졌다. 1877년에 러시아와 오스만 제국이 전쟁을 벌이자 그리스인은 러시아에 편을 들었지만, 그리스는 너무 가난한데다 영국의 눈치를 봐야 했기 때문에 공식적으로 전쟁에 참전하지는 못하였다. 그러나 베를린 조약에 따라 1881년 테살리아와 이피로스 일부 지방이 그리스에 양도되었는데, 그리스는 크레타를 돌려받지 못한 데 실망하였다. 크레타의 그리스 사람들은 계속 반란을 일으켰으며, 1897년 테오도로스 딜리얀니스가 이끄는 그리스 정부는 대중의 압력에 못이겨 오스만 제국에 전쟁을 선포하였다. 그러나 1897년 그리스-터키 전쟁에서 그리스 군대는 제대로 훈련받지 않고 장비도 허술하여 오스만 제국에 패배하였다. 그러나 열강의 간섭으로 그리스는 터키 국경에 약간의 영토만 내주었고, 크레타 섬은 요르요스 왕자가 다스리는 자치국이 되었다.

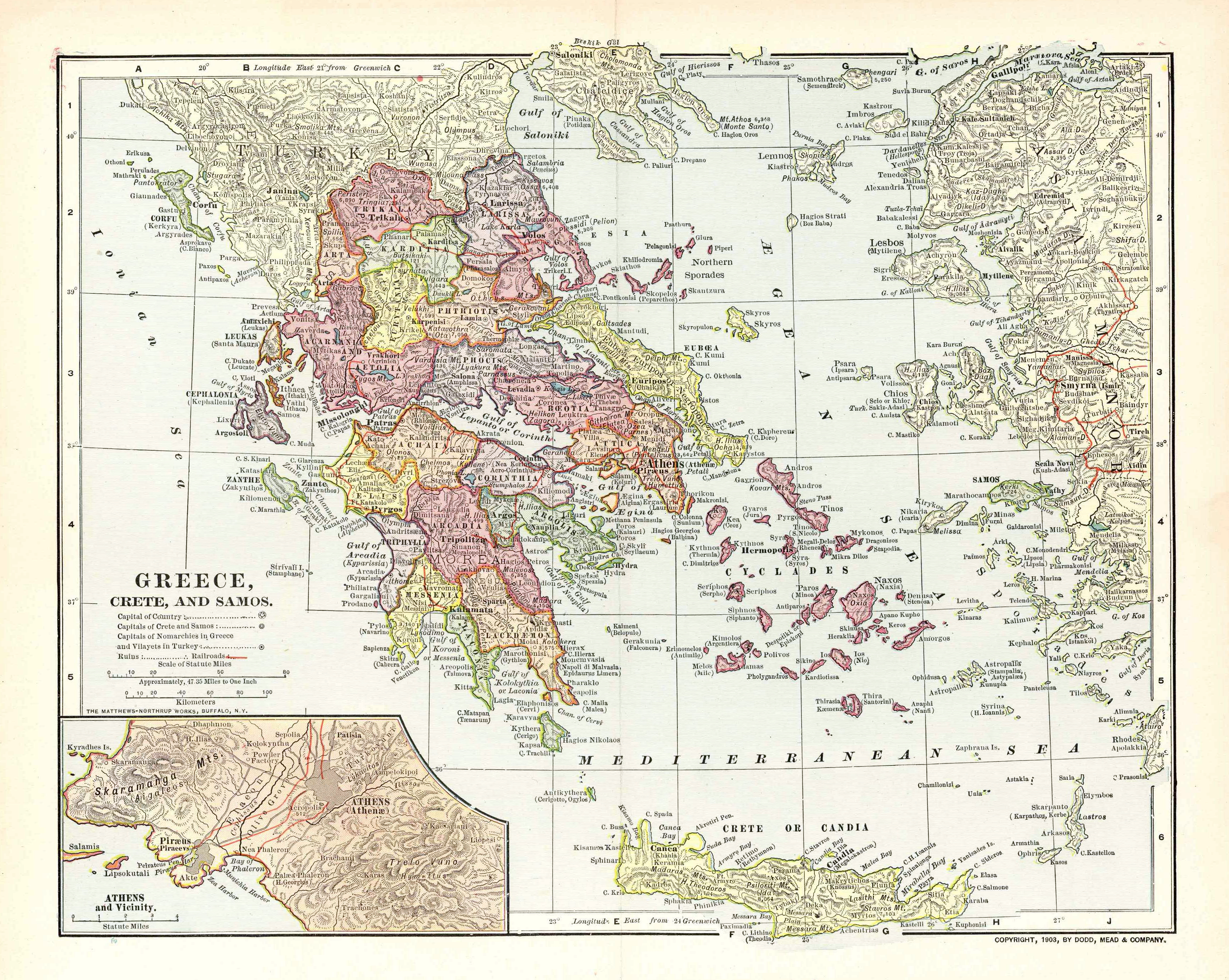
그리스 왕국 지도. 발칸 전쟁 전까지 1903년에는 크레타 자치국과 사모스 공국이 있었다.

오스만 제국 내에서 그리스인의 민족주의 감정은 계속 높아졌으며, 1890년대에는 마케도니아에서 소요가 이어졌다. 이 지방의 그리스 사람들은 오스만 제국과 더불어 불가리아와도 투쟁하였는데, 이들은 인종적으로 혼혈인 지역 주민들의 마음에 호소하고자 무장 선전 투쟁을 벌였다. 1908년 7월 오스만 제국에서 터키 혁명이 일어났다. 오스만 제국의 내분을 이용하여 오스트리아-헝가리 제국은 보스니아-헤르체고비나를 병합하였으며, 불가리아는 오스만 제국에 독립을 선언하였다. 크레타에서는 젋은 정치가 엘레프테리오스 베니젤로스가 이끄는 지역 주민들이 그리스와 '통합'(Ένωσις)할 것을 선언하여 또다른 위기를 불렀다. 디미트리오스 랄리스가 이끌던 그리스 정부는 주변 나라처럼 이 상황을 이용하여 크레타를 병합할 수 없어서 여러 그리스인들, 특히 젋은 장교들이 분노하였다. 이들은 오스만 제국의 청년 장교들처럼 개혁을 추구하며 비밀 조직을 결성하였다. 그리하여 1909년 8월 15일에 일어난 구디 반란은 근대 그리스 역사의 분기점이 되었다. 군사 정변을 일으킨 이들은 정치를 겪어보지 못했기에 흠잡을 데 없는 자유주의자 인사인 베니젤로스를 그리스로 불러 정치적 조언자로 삼았다. 베니젤로스는 이내 정계의 거물이 되었으며, 이들 세력은 1910년 선거에서 이겼다. 1910년 10월 베니젤로스는 총리에 올라 25년간 그리스 정계를 지배하게 된다.

## 전쟁과 위기 (1912년~1922년)
베니젤로스는 새롭고 더욱 자유주의적인 헌법을 비롯하여 행정부, 교육, 경제 분야에 걸친 대규모 개혁을 추진하였다. 프랑스와 영국의 군사 사절단이 육군과 해군에 각각 초빙되었으며, 무기를 구매하였다. 그러는 사이 오스만 제국은 리비아에서 일어난 이탈리아-터키 전쟁에서 약세를 드러내었다. 1912년 봄 기독교계 발칸 국가(그리스, 불가리아, 몬테네그로, 세르비아)들은 일련의 상호 협정을 맺어 발칸 연맹을 구성하였으며, 1912년 10월 오스만 제국에 전쟁을 선포하였다. 제1차 발칸 전쟁에서 오스만 제국은 모든 전선에서 패배하였으며, 네 연맹국은 될 수 있는데로 넓은 영토를 차지하려 들었다. 그리스는 불가리아와 경쟁하다 테살로니키를 점령하였으며, 크레타와 에게 해 제도 뿐 아니라 요안니나까지 얻었다. 1913년 런던 조약으로 전쟁은 끝났으나 아무도 만족하지 못하였고, 이내 네 연맹국은 마케도니아 지방을 놓고 다투었다. 1913년 6월, 불가리아는 그리스와 세르비아를 침공하여 제2차 발칸 전쟁을 일으켰으나 도리어 패배하였다. 부쿠레슈티 조약으로 전쟁은 끝났으며, 그리스는 이피로스 지방 남부와 마케도니아 지방의 남부 지역, 크레타와 에게해 제도를 얻었다. 그러나 도데카니사 제도는 예외였는데, 이 곳은 1911년 이탈리아가 점령하고 있던 상태였다. 이로써 그리스의 영토와 인구는 두배 가까이 늘어났다.
1913년 3월 무정부주의자 알렉산드로스 스히나스가 테살로니키에서 요르요스 1세를 암살하여, 아들 콘스탄티노스 1세가 즉위하였다. 콘스탄티노스 1세는 그리스 왕국에서 처음으로 그리스에서 태어나 그리스 정교를 믿은 왕이었다. 게다가 콘스탄티노스는 발칸 전쟁 당시 그리스 군대의 총사령관이었으며, 그의 인기는 어마어마하였는데 그에 대적할 사람은 총리 베니젤로스밖에 없었다. 1914년 제1차 세계 대전이 일어나자, 당초 그리스는 세르비아와 동맹 조약을 맺었지만 중립적인 입장을 선호하였다. 그러나 1915년 초 연합국이 그리스에 키프로스를 대가로 다르다넬스 작전을 지원할 것을 요청하자 국왕과 총리의 관계는 틀어졌다. 콘스탄티노스 1세는 독일에서 교육받았으며, 독일 황제 빌헬름 2세의 누이인 프로이센의 소피아와 결혼하였으며, 동맹국의 승리를 확신하였다. 그러나 베니젤로스는 친영파로 연합국이 승리하리라 믿었다. 해양 국가인 그리스는 강력한 영국 해군에 대항할 수 없었기 때문에 콘스탄티노스 1세는 앞서 벌인 전쟁으로 쉴 필요가 있다면서 중립을 지키는데 지지하였다. 그러나 베니젤로스는 적극적으로 그리스가 연합국 편에 끼고자 하였다. 베니젤로스는 사임하였지만, 1915년 다음 선거에서 승리하여 재집권하였다. 1915년 10월 불가리아가 독일의 동맹이 되자, 베니젤로스는 연합국 군대를 그리스로 불러 들였고, 이 일로 콘스탄티노스는 총리를 해임시켰다.

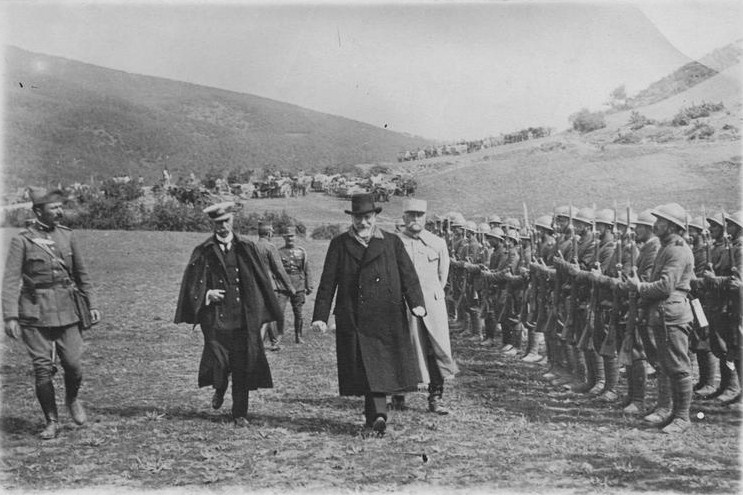
1917년 제1차 발칸 전쟁 당시 베니젤로스가 마케도니아 전선의 그리스 군 부대를 시찰하고 있다. 사진에서는 파블로스 쿤두리오티스 제독(왼쪽)과 모리스 사렐 장군(오른쪽)과 함께 걷고 있다.

1916년 8월, 양측 군대가 아직 표면상 중립국인 그리스 영토로 밀려오자 베니젤로스파 장교들이 연합국이 장악한 테살로니키에서 봉기하였고, 베니젤로스는 이곳에 분리 정부를 세웠다. 이제 콘스탄티노스는 발칸 전쟁 이전의 그리스 영토("옛 그리스")만 통제하고 있었으며, 그의 정부는 연합국의 압력에 계속 시달렸다. 1916년 12월 프랑스가 피레아스를 점령하고 아테네를 폭격하였으며, 그리스 함대를 항복시켰다. 왕당파 군대가 이들에 발포하여 프랑스군과 왕당파군 사이에 전투가 벌어졌다. 또 아테네의 베니젤로스 지지자에 대항하여 폭동이 일어났다. 이듬해 러시아 2월 혁명이 일어나면서 차르의 지지를 잃은 콘스탄티노스는 1917년 6월에 양위도 하지 않은 채 나라를 떠날 수밖에 없었다. 그의 둘째 아들 알렉산드로스가 국왕이 되었으며, 그 밖에 왕실과 영향력있는 왕당파들은 망명하였다. 베니젤로스는 이제 표면상 통합된 그리스를 연합국 편에 서도록 하였지만, 사실 그리스 사회는 베니젤로스파와 反베니젤로스파로 나뉘어 국론 분열이 심화되었다.
1918년 11월, 전쟁이 끝나자 빈사 상태의 오스만 제국은 승전국 몫으로 찢겨나갈 판이었고, 그리스는 이제 연합국이 약속을 이행해주길 바라고 있었다. 베니젤로스의 외교적 노력도 적지 않았지만 덕분에 그리스는 1919년 11월 뇌이 조약에서 서트라키아를 확보하고 1920년 8월 세브르 조약에서 동트라키아와 서부 아나톨리아의 스미르나 지역(1919년 5월부터 이미 그리스 정부가 장악한 곳)을 얻었다. 콘스탄티노폴리스의 미래도 이제 결정될 참이었다. 그러나 같은 시기 터키에서 무스타파 케말이 주도하는 민족 운동이 일어나 앙카라에 정부를 세우고 그리스 군대와 싸웠다.
이때까지도 아직 '위대한 이상'은 실현을 눈앞에 두는 듯 하였다. 그러나 그리스 사회는 아직 내분에서 벗어나지 못했고, 베니젤로스가 그리스로 귀환하자 두 왕당파 전직 장교가 그를 암살하려 했다. 게다가 베니젤로스의 자유당이 1920년 11월 선거에서 패배하였다. 연합한 야당은 선거 유세에서 아나톨리아의 전쟁을 끝내겠다며 선전하여 전투를 강화하였다. 그러나 왕당파의 복귀는 심각한 결과를 초래하였다. 수많은 베니젤로스파의 경험있는 장교들이 해직되거나 군대를 떠났으며, 이탈리아와 프랑스는 자신들이 싫어하던 콘스탄티노스 1세가 돌아오자 케말 파샤를 지원하는 쪽으로 돌아서는 좋은 구실로 여겼다. 결국 1922년 8월 터키군은 그리스 전선을 무너뜨리고 스미르나를 수복하였다.
그리스군은 아나톨리아 뿐 아니라 동트라키아와 임브로스 및 테네도스 섬(로잔 조약)에서도 쫓겨났다. 두 나라 사이의 강제 인구 교환으로 150만 그리스도 교도 주민과 50만 무슬림 주민이 터전을 잃었다. 이 재앙으로 '위대한 이상'은 종언을 고하였으며, 그리스는 재정적으로 고갈 상태에 처하고, 사회는 혼란에 빠진데다 막대한 수의 난민에게 집을 제공하고 먹여 살릴 처지에 놓였다.

## 공화정과 왕정 (1922년~1940년)

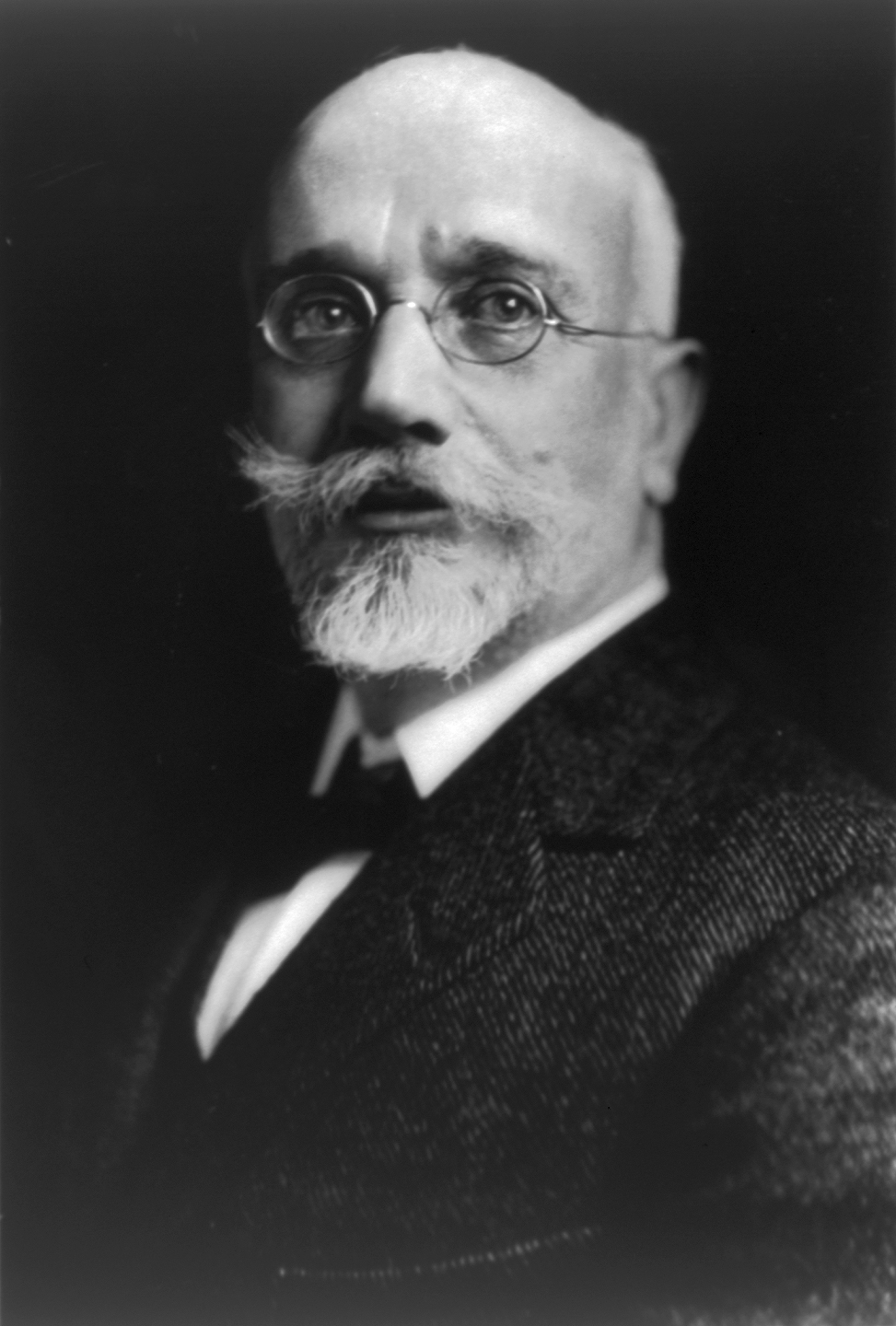
엘레프테리오스 베니젤로스. 그의 지지 세력이 제2공화국을 장악하였다. 그러나 이 정권의 안정기는 겨우 1928년~1932년 사이였다.

재앙으로 그리스의 정치 위기를 더욱 심해졌다. 귀국한 군대는 베니젤로스파 장교들의 주도로 반란을 일으켜 1922년 9월 콘스탄티노스 국왕은 첫째 아들 요르요스 2세를 지지하며 다시 퇴위해야 하였다. 스틸리아노스 요나타스가 의장(후일 총리)인 "혁명 위원회"에서는 왕당파에 대한 마녀 사냥을 전개하여, "6인 재판"에서 극에 달하였다. 1923년 10월 선거가 12월에 치러져 새 헌법을 초안할 의회가 구성될 예정이었다. 이때 왕당파의 쿠데타가 일어났으나 실패하여 군주정을 지지하는 정당들이 자취를 감추었고 자유주의자와 이들의 동맹 세력이 정계를 장악하였다. 요르요스 2세는 나라를 떠나도록 요청받아 1924년 3월 24일 알렉산드로스 파파나스타시우는 그리스 제2공화국을 선포하고 한달 뒤에 국민 투표로 승인받았다.
그러나 새 공화국의 기반은 불안정하였다. 국론 분열은 계속 이어져 요안니스 메탁사스 외에 군주정 세력들은 베니젤로스파의 공화 정권을 인정하지 않았다. 군대는 이미 자신의 역량을 확인하였고 양 세력의 주요 인물들도 군부 출신이 많아 중요한 세력으로 떠올랐으며, 정치에 개입하게 되었다. 그리스는 1923년 케르키라 사건에서 보여주었듯 외교적으로 고립되고 취약한 상태였으며, 국가의 경제 기반은 보잘 것 없는 수준이었다. 또 10년간의 전쟁으로 나라의 인구는 갑작스레 1/4이나 늘어난 상황이었다. 그러니 이들 난민들은 그리스에 새로운 분위기를 불어넣었다. 당시 이들은 빈곤한 처지였으나, 1922년전에만 해도 상당수는 기업가이며 교육받은 사람들이었다. 베니젤로스와 공화국의 충실한 지지자였던 많은 이들은 또한 급진화되어 신생 정당 그리스 공산당에서 주도적인 역할을 맡았다.
1925년 6월, 테오도로스 팡갈로스 장군이 군사 정변을 일으켜 1년 동안 독재를 하다가 다른 장군 요르요스 콘딜리스의 역쿠데타로 실각하고 공화정을 복원하였다. 그러는 사이 그는 불가리아와 충돌하였으며, 터키에 복수하는데 지지를 얻기 위해 테살로니키에서 납득하기 힘든 양보를 하고 그 배후지를 유고슬라비아에 넘겼다. 1928년 베니젤로스는 망명지에서 돌아와 선거에서 승리하여 정권을 잡았다. 이 정권은 제2공화국에서 유일하게 4년 임기를 채운 내각으로, 그 업적이 상당하다. 내정 개혁과 더불어 베니젤로스는 1930년에 앙카라에 방문하여 우호 조약을 맺어 양국간의 화해를 추진하는 등 그리스의 국제 관계를 복원하였다.
그러나 대공황이 그리스를 덮쳤는데, 농산물 수출에 의존하던 가난한 그리스로서는 그 피해가 특히 컸다. 전통적으로 그리스 농촌의 배출구 역할을 하던 미국 이민이 막히면서 상황은 악화되었다. 실업율이 높아지고 그에 따라 사회 불안이 일어나자 갑자기 그리스 공산당이 부상하였다. 베니젤로스는 1932년 그리스의 국가 채무 불이행을 선언할 수밖에 없었으며, 1932년 선거에서 패배하여 파나이스 찰다리스의 인민당이 주도하는 군주정 연합이 정권을 이어받았다. 1933년과 1935년에 공화정을 복원하기 위하여 두 번의 베니젤로스파 반란이 일어났으나 실패하였고 역효과만 일어났다. 원래 베니젤로스파였던 요르요스 콘딜리스는 1935년 3월에 일어난 정변을 진압한 지 몇달 뒤인 10월 10일에 정변을 일으켜 공화제를 폐지하고 왕정 복고를 선언하였다. 부정한 국민 투표로 정권 교체가 승인 받았고 요르요스 2세가 돌아왔다.

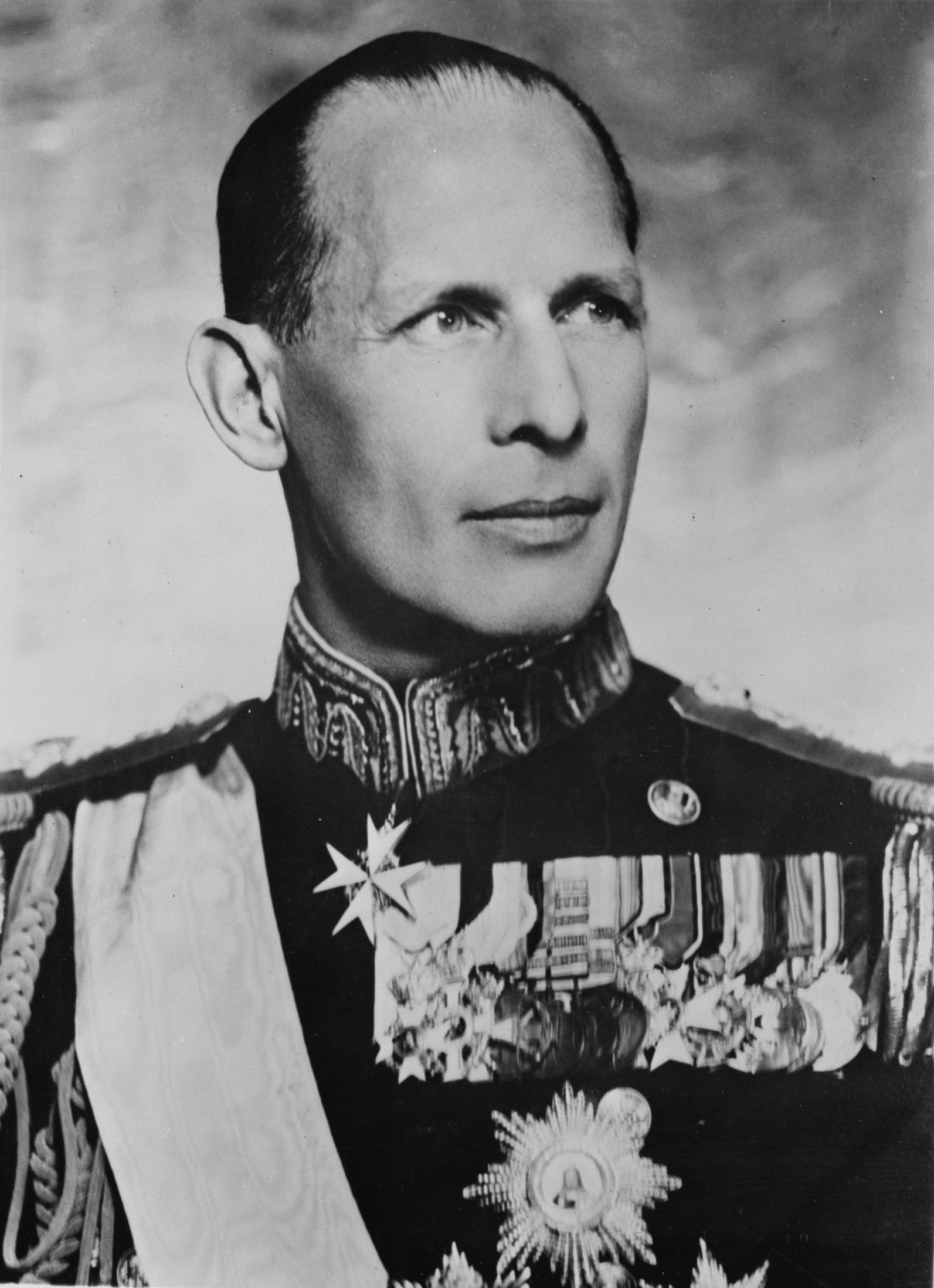
요르요스 2세

요르요스 2세는 즉시 콘딜리스를 해임하고 콘스탄티노스 데메르치스 교수를 과도총리로 임명하였다. 망명했던 베니젤로스는 이때 파시스트 이탈리아가 발흥하여 그리스에 위협이 되리라 보고 왕정 세력과 갈등을 종식하기를 촉구하였다. 베니젤로스의 뒤를 이어 자유주의자의 지도자인 테미스토클리스 소풀리스와 요르요스 파판드레우는 이에 동의하고 왕정 복고를 인정하였다. 1936년 선거에서 아무 정당도 과반수를 차지하지 못하였고, 공산주의자가 결정권을 쥐게 되었다. 정부가 구성되지 못하자 데메르치스가 계속 총리로 임직하였다. 이때 유력 정치가들이 잇따라 세상을 떠나면서 그리스 정계는 혼란에 빠졌다. 2월에 콘딜리스가 죽고, 3월에는 베니젤로스가, 4월에는 데메르치스, 5월에는 찰다리스가 죽었다. 이제 데메르치스를 승계하여 총리가 된 요안니스 메탁사스에게는 거리낄 것이 없었다.
왕당파 퇴역 장군 출신의 메탁사스는 사회 위기와, 특히 공산주의 진압을 위해서는 권위주의 정부가 필요하다고 생각하였다. 1936년 8월 4일, 요르요스 2세의 지지를 받아 그는 의회를 해산하고 8월 4일 정권을 세웠다. 공산주의자는 억압받았고, 자유주의 지도자들은 국내 유배되었다. 베니토 무솔리니의 파시스트 정권을 닮은 메탁사스 정권은 "제3의 헬라스 문명", 로마식 경례, 국가 소년단 등 여러 가지 발상을 장려하였으며, 오늘날에도 그리스에서 가장 큰 사회보장 기관인 그리스 사회보험 기관(IKA) 등 대중의 지지를 얻을 수단도 도입하였다. 이러한 노력에도 불구하고 그리스 인민은 보통 좌파로 기울었으나, 적극적으로 메탁사스에 대항하는 세력은 없었다. 메탁사스는 다가올 전쟁을 대비하여 국방을 강화하고 "메탁사스 방어선" 등을 건설하였다. 파시즘을 흉내내고 나치 독일과 긴밀한 경제적 유대를 맺었지만 메탁사스는 중립 정책을 취하였으며, 예전처럼 영국과 그리스의 유대를 지켰다. 1939년 이탈리아가 알바니아를 병합하고, 영국이 공개적으로 그리스 국경 보장을 공언하면서 갑작스레 이탈리아의 위협이 닥쳐왔다. 1939년 9월 제2차 세계 대전이 일어났으나 그리스는 중립을 지켰다.

## 제2차 세계 대전

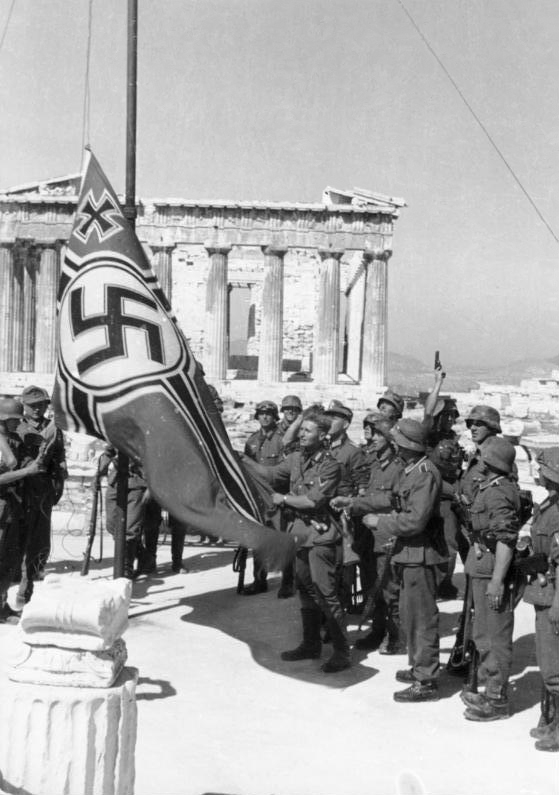
그리스 점령이 시작됨을 알리는 상징으로 독일 병사가 독일 전쟁기(Reichskriegsflagge)를 아크로폴리스 위에 게양하고 있다. 이 깃발은 저항군의 일차 목표 가운데 하나였다.

그리스는 중립을 선언하였지만, 무솔리니의 확장 정책 목표가 되었다. 도발 행위로는 1940년 8월 15일 경순양함 엘리 호의 침몰을 들 수 있다. 1840년 10월 28일 이탈리아군은 국경을 넘어 그리스-이탈리아 전쟁이 일어났으나, 그리스의 확고한 방어로 교착 상태에 빠졌고 결국은 알바니아로 퇴각하고 만다. 1941년 1월 메탁사스가 급사하였다. 그가 죽자 정치가 자유화되고 의회 정치가 회복되리라는 기대감이 높아졌지만 요르요스 임금은 이를 외면하고 정권을 유지하였다. 그러는 사이 아돌프 히틀러는 내키지는 않았지만 무솔리니가 패배하지 않도록 군대를 파견하여야 했으며, 1941년 4월 6일 유고슬라비아와 불가리아를 거쳐 그리스를 침공하였다. 그리스는 영국의 원조를 받았으나 그해 5월 말 경에 독일은 그리스 국토 대부분을 장악하였다. 국왕과 정부는 크레타로 피신하였으며, 크레타 전투가 끝날때까지 머물렀다. 그리고 이들은 이집트로 옮아갔는데, 여기서 망명 정부를 세웠다.
점령당한 그리스 땅은 세 지역으로 분리되었다. (독일령, 이탈리아령, 불가리아령) 그리고 아테네에는 괴뢰 정권이 수립되었다. 괴뢰 정부는 파시즘에 경도된 보수주의자나 민족주의자로 이루어졌다. 괴뢰 정부의 세 반역자 총리로는 독일군과 휴전 협정에 서명한 요르요스 촐라코클루 장군, 콘스탄티노스 로고테토풀로스, 요안니스 랄리스였는데, 랄리스는 독일의 패전이 다가올 때 총리직에 올랐으며 좌익 저항 운동과 싸우는데 주력하였다. 이를 위하여 그는 독일군과 협조하는 보안군을 만들었다.
제2차 세계 대전을 겪으면서 독일은 그리스의 농산물 대부분을 착취하고 어선의 출항을 금지하여 나라는 심각한 빈곤에 빠졌다. 이런 결과로, 또 영국의 봉쇄 조치로 해외 원조가 끊기자 1941년과 1942년에 대규모 기아가 발생하여 수십만 명이 죽었다. 그러는 사이 그리스 본토의 산지에서는 몇몇 저항 운동이 생겨나 1943년 중반에 추축국 군대는 주요 도시와 연결 도로만 통제하는 형편이었으며, "자유 그리스"가 산지에 세워졌다. 가장 큰 저항 조직인 인민 해방 전선(EAM)은 공산주의자들이 이끌었는데, 나중에 내전이 일어나자 독일군을 몰아낸 지역에서는 이들 인민해방전선과 非공산주의자 조직인 그리스 민족 공화국 연대(EDES)이 갈라졌다. 카이로에 있던 그리스 망명 정부는 이따금 저항 운동과 접촉하긴 하였지만, 사실상 점령 상태인 그리스에 아무런 영향도 주지 못하였다. 그 까닭으로는 그리스에서 요르요스 2세가 인기가 없는 탓도 있었지만, 그리스 정치가들의 노력에도 영국의 지원으로 요르요스는 계속 카이로 정부의 수반이 되었다. 그러나 독일의 패전이 눈앞에 다가오자 1944년 5월 여러 그리스 정치 세력은 영국의 보호를 받으며 레바논에서 모여 통일 정부를 구성하였다. 정부의 수반은 요르요스 파판드레우이며, 정부내에 인민해방전선 출신의 장관이 여섯 명이나 있었다.

## 내전
1944년 10월 12일 독일군이 그리스에서 철수하고 망명 정부가 아테네로 귀환하였다. 독일군이 철수하자 그리스 인민해방전선-그리스 인민해방군 게릴라는 사실상 그리스 대부분을 장악하였지만, 그 지도자들은 그리스의 통치권을 장악하길 꺼렸는데 이는 스탈린이 그리스를 전후 영국의 영향권에 두는 데 동의하였기 때문이다. 영국을 등에 업은 파판드레우와 그리스 인민해방전선 사이에 긴장은 특히 여러 무장 조직의 무장 해제 문제를 놓고 심화되었으며, 급기야 인민해방전선 출신의 장관들이 정부에서 사임하였다. 며칠 뒤 1944년 12월 3일 아테네에서 대규모 親인민해방전선 시위가 폭력 사태로 끝나 영국군 및 왕당파 군대에 대항한 치열한 국내 투쟁을 예고하게 되었다. 3주 뒤 공산주의자들은 패배하고, 바르키자 협정으로 분쟁이 종식되고 인민해방군은 무장해제하여 정부와 불안한 제휴를 맺었다. 反인민해방전선 반격은 "백색 테러"로 발전하여 긴장 상태가 악화되었다. 공산주의자들은 1946년 5월 선거 참여를 거부하였으며, 같은 날 전쟁이 다시 일어났다. 1946년 말 공산주의자 그리스 민주군이 결성되어 정부군과 맞붙었는데, 정부군은 처음에 영국군에, 1947년 이후엔 미국에서 지원을 받았다.
1947년~1948년 공산주의자들이 성공하면서 이들은 그리스 본토 상당 지역에 활개칠 수 있었으나, 정부군은 광범위하게 재조직화되고, 농촌 인구를 퇴거시켰으며, 미국의 물질적 지원을 받아 점차 대부분의 농촌 지역에서 주도권을 되찾을 수 있게 되었다. 1949년 반군은 한 가지 큰 어려움에 부딪혔는데, 티토가 소비에트 연방과 결별하면서 유고슬라비아가 자국 국경을 폐쇄한 것이다. 결국 1949년 8월, 알렉산드로스 파파요스 장군이 이끄는 정부군이 반군 잔당에 대대적인 공세를 펴서 이들은 항복하거나 이웃 공산 국가가 있는 북쪽 국경을 넘어 도주하였다. 그리스 내전으로 100,000명이 죽었으며, 그리스는 재앙에 가까운 경제 파탄에 이르렀다. 게다가 최소 25,000명의 그리스인과 정확한 수를 알 수 없는 마케도니아 슬라브인들이 자발적으로 혹은 강제로 소비에트 블록으로 갔으며, 국내에는 700,000명의 행방불명자가 발생하였다. 이보다 더 많은 수의 그리스 사람들이 오스트레일리아 등지로 이민을 떠났다.
전후 정리가 되면서 1832년 이래 확장하던 그리스의 영토가 이제 고정되었다. 1947년 파리 조약에서 이탈리아는 도데카니사 제도를 그리스에 넘겨주도록 규정하였다. 이로써 그리스어 주민이 다수인 마지막 지역이 그리스 국가에 편입되었는데, 한 가지 예외인 키프로스는 1960년 독립할 때까지 영국령이었다. 전후 25,000명의 알바니아인이 이피로스에서 추방되면서 그리스의 인종적 동질성은 더욱 강해졌다. 그리스에 남은 가장 큰 소수 집단은 서트라키아의 무슬림이다. 그리스 민족주의자들은 그리스 인구가 많은(알바니아 전체 중 3%-12%가 그리스인이다) 알바니아 남부(이들은 이곳을 북이피로스로 부른다)와 그리스인 소수 집단이 있는 터키령 임브로스와 테네도스 섬도 그리스 땅이라고 주장한다.

## 전후 그리스 (1950년~1973년)
내전이 끝나고 그리스는 서방 민주주의 국가 축에 끼고자 노력하여 1952년 북대서양 조약기구에 가입하였다. 1952년부터 1963년까지 그리스는 보수 정당이 집권하였는데, 처음에는 알렉산드로스 파파요스의 그리스 연대와 그 다음으로 콘스탄티노스 카라만리스의 국민 급진 연합(ERE)이 뒤를 이었다. 1964년, 요르요스 파판드레우의 중도 연합이 선출되었으나, 1965년 7월에 콘스탄티노스 2세가 그를 해임함으로써 헌정 위기가 닥쳤다. "7월의 배반"이란 말이 있는데, 이 말은 정치인 콘스탄티노스 미초타키스의 주도로 중도 연합의 여타 구성원들이 국왕을 지지하며 야당으로 변절하여 파판드레우 정부를 무너뜨린 일을 일컫는다. 그리하여 탈당한 자유주의자와 보수주의자의 불안한 연립 정부가 구성되었다.
1967년 4월 21일 예정된 선거를 눈앞에 두고 요르요스 파파도풀로스가 이끄는 우익 대령의 무리가 군사 정변을 일으켜 권력을 잡고 "대령들의 정권"을 세웠다. 시민 자유는 억압되었고, 특별 군사 재판소가 설치되었으며 각 정당은 해산되었다. 공산주의자로 의심되는 수천 명의 사람들과 정적들이 투옥되거나 그리스의 외딴 섬으로 유배되었다. 미국의 지원을 받은 것으로 보이는 그리스 군사 정권이 잔혹한 통치를 펴면서 그리스에서 반미주의가 등장하였다고 주장하기도 한다. 그러나 미국은 예전부터 그리스 공산주의자에게서 증오의 대상이었다. 그리스 내전에서 영국이 전후 경제 위기로 더 이상 그리스를 지원해줄 수 없는 결정적인 상황에서 미국은 그리스를 지원한 바 있다.

## 민주화 (1973년~현재)
1973년 11월 17일 일어난 아테네 기술종합학교 시위가 11월 25일 유혈 진압되면서 육군 준장 디미트리오스 요안니디스는 파파도풀로스를 몰아내고 대중의 불만을 무시한 채 독재를 계속하려 들었다. 1974년 7월 요안니디스가 키프로스 대통령인 마카리오스 대주교를 실각시키려 시도하여 그리스는 터키와 전쟁 상태에 이르렀고, 이에 터키는 키프로스 섬의 일부를 점령하였다. 그러자 그리스 군 장성들은 흔들리던 군사 정권 지지를 철회하였다. 카라만리스는 망명지 프랑스에서 돌아와 선거가 열릴 수 있을 때까지 국민 통합 정부를 세웠다. 카라만리스는 터키에 대한 전쟁 위험을 불식하고자 노력하였고, 1947년 이래 불법이었던 공산당을 합법화하였다. 그는 새로이 신민주주의당(ND)를 창당하여 1974년 11월 선거에서 승리하여 국무총리에 올랐다.
1974년 국민 투표로 군주제가 폐지되었고 이듬해 6월 19일에 새로운 헌법이 의회에서 승인받았다. 의회는 콘스탄티노스 차초스를 공화국 대통령으로 선출하였다. 1977년 의회 선거에서 신민주주의당은 과반 의석을 확보하며 재집권에 성공하였다. 1980년 카라만리스 총리는 차초스의 뒤를 이어 대통령에 선출되었다. 요르요스 랄리스가 후임 총리가 된다.
1981년 1월 1일 그리스는 열번째로 유럽 공동체(오늘날의 유럽 연합)에 가입한다. 1981년 10월 18일 의회 선거에서 그리스는 안드레아스 파판드레우가 이끄는 범그리스 사회주의 운동(PASOK)이 300석 중 172석을 얻어 최초로 사회주의 정권이 들어섰다. 1985년 3월 29일 파판드레우 국무총리는 두 번째 임기 때 카라만리스 대통령에 대한 지지를 철회하여 그리스 의회에서는 대법원 재판관 흐리스토스 사르체타키스를 신임 대통령으로 선출한다.
그리스는 1989년 두 번에 걸쳐 의회 선거를 치렀는데, 두 선거로 약한 연립 정부가 들어섰다. 1990년 2월, 정당 지도자들은 이에 대한 지지를 거두었고, 그해 4월 8일에 선거가 열렸다. 콘스탄티노스 미초타키스가 이끄는 신민주주의당은 선거에서 150석을 확보하고 다음에 두 석을 더 얻었다. 그러나 1992년 미초타키스 총리가 정권 첫 외무부 장관 안토니스 사마라스를 해임하자, 사마라스는 정치의 봄이라는 자신의 정당을 세웠다. 미초타키스와 사마라스의 분열로 신민주주의당 정권은 붕괴되고 1993년 9월 선거가 치러져 파판드레우가 다시 집권하였다.
1996년 1월 1일 지병을 앓던 파판드레우는 총리직에서 사임하고 전직 통상산업부 장관 코스타스 시미티스가 후임이 되었다. 시미티스는 1996년과 2000년 선거에서 승리하였다. 2004년에 시미티스는 물러나고 요르요스 안드레아스 파판드레우가 범그리스 사회주의 운동의 후임 지도자가 되었다. 2004년 3월 선거에서 범그리스 사회주의 운동은 전직 대통령의 조카인 코스타스 카라만리스가 이끄는 신민주주의당에 패배하였다. 새 정부는 2007년 9월에 조기 선거를 요구하여 (원래는 2008년 3월에 열릴 예정이었다) 신민주주의당은 다시 의회 다수 정당이 되었다. 선거에 패배한 범그리스 사회주의 운동은 정당 대표 선거를 치렀다. 여기서 요르요스 파판드레우는 재선출되었다.